# Batalla por Trieste
Batalla por Trieste es la batalla entre las fuerzas yugoslavas del mariscal Tito y las tropas alemanas que ocupaban la ciudad. Las tropas yugoslavas atacaron con el intento de anexar Trieste a Yugoslavia, mientras las tropas alemanas esperaban a las fuerzas aliadas para rendirse a ellas.

## Historia
El 28 de abril de 1945 se señalaron rápidos movimientos de la IV Armada Yugoslava, comandada por el general Petar Drapsin, moviendo desde Postojna y San Pietro del Carso, hacia Goricia y Trieste.
En la periferia de la ciudad el "Komanda Mesta Trst", dependiente dal 9° Cuerpo, con 2.600 hombres, empieza las operaciones.
En lo tanto en la ciudad de Trieste hay mucha tensión: el comando militar de la R.S.I.se disolvió, la milicia dejó su postraciones defensivas en el Carso, el Supremo Comisario deja la ciudad y el XCVII Cuerpo alemán, parte del grupo de armadas E, se mueve a Villa del Nevoso. En la caótica situación que se creó, algunos policías y jóvenes empezaron a circular en la ciudad con un brazal con los colores italianos,sin que el CLN (comitado liberación nacional) sepa nada.
El día siguiente empezaron los primeros combates en la población de Basovizza entre tropas yugoslavas y alemanas.
El día 29 de abril el comando de las SS esta en mano del general Schäffer, que después de un último encuentro con el prefecto Coceani y el alcalde Pagnini, se acuerda con el CLN y con los C.V.L. de no destruir el puerto.
Mientras cerca del pueblo de Opicina se lucha una violenta batalla entre las tropas alemanas (en espera de la llegada de los aliados) y las tropas yugoslavas, donde varias partes ya están en manos del CLN; los alemanes, sin luchar, se habían encerrado en algunos edificios esperando las tropas neozelandesas, que llegaron el día 2 de mayo del 1945.
Después de arduas negociaciones las tropas yugoslavas se retirarían en junio, estableciéndose después el Territorio libre de Trieste.